# Freccia Vallone 1960
La Freccia Vallone 1960, ventiquattresima edizione della corsa, si svolse il 9 maggio 1960 per un percorso di 208 km. La vittoria fu appannaggio del belga Pino Cerami, che completò il percorso in 5h41'35" precedendo il francese Pierre Beuffeuil ed il connazionale Constant Goossens.
Al traguardo di Charleroi furono 42 i ciclisti, dei 107 partiti da Liegi, che portarono a termine la competizione.

## Ordine d'arrivo (Top 10)
| Pos. | Corridore         | Squadra                    | Tempo    |
| ---- | ----------------- | -------------------------- | -------- |
| 1    | Pino Cerami       | Peugeot-BP-Dunlop          | 5h41'35" |
| 2    | Pierre Beuffeuil  | Mercier-Hutchinson-BP      | a 27"    |
| 3    | Constant Goossens | Peugeot-BP-Dunlop          | s.t.     |
| 4    | Robert Cazala     | Mercier-Hutchinson-BP      | s.t.     |
| 5    | Jean Forestier    | Helyett-Leroux             | s.t.     |
| 6    | Alfons Hermans    | Dr. Mann                   | a 35"    |
| 7    | Tom Simpson       | Saint-Raphaël-R. Geminiani | a 2'21"  |
| 8    | Rik Van Looy      | Faema                      | a 2'53"  |
| 9    | René Vanderveken  | Peugeot-BP-Dunlop          | a 3'12"  |
| 10   | Emile Daems       | Philco                     | a 3'52"  |